# Salomo N'tuve
Salomo N'tuve est un boxeur suédois né le 20 novembre 1988.

## Carrière
Sa carrière amateur est principalement marquée par une médaille d'argent aux championnats d'Europe de Liverpool en 2008 dans la catégorie poids mouches.

## Palmarès

### Jeux olympiques
- Qualifié pour les Jeux de 2012 à Londres, Royaume-Uni

### Championnats d'Europe de boxe amateur
- Médaille d'argent en -51 kg en 2008 à Liverpool, Angleterre